# Katholiek Apostolische Kerk - Gemeente Gods
Het Katholiek Apostolisch Werk – Gemeente Gods, ook Algemene Kerk,  is een groepering van christenen die sinds ± 1930 bijeenkomen om zich te verootmoedigen wegens de staat van de kerk, maar tegelijkertijd lid blijven van de kerkelijke denominaties waarin ze zijn gedoopt.

## Ontstaan
De Gemeente Gods is ontstaan omstreeks 1930. De gebroeders L.J. en J.L. Bos uit Utrecht, afkomstig uit de Gereformeerde kerk, hadden zich toen in de Katholiek Apostolische Gemeente te Utrecht laten onderwijzen over de leer en inrichting van deze kerk. Bij de broers leefde namelijk de vraag waarom de ambten en gaven zoals beschreven in de brieven van apostel Paulus niet meer in de kerk voorkwamen.
Vervolgens claimden zij een openbaring te hebben ontvangen waarin de Heer hen tot apostelen riep, die een jaar later werd bevestigd in een Utrechtse christelijke groepering waar men de gave van profetie kende. Men zocht contact met de engel van Katholiek Apostolische hoofdkerk te Londen, maar kreeg geen antwoord, en evenmin van engel J. van der Waals uit Den Haag met wie men daarna contact zocht. De naam Gemeente Gods is die van de stichting, ooit gevestigd in Kasteel Bruinhorst in Ederveen, die de materiële belangen van de groepering behartigt.

## Leden
Deze groep van enkele honderden 'verzegelden' vormt zoals zij zelf zeggen "een gemeenschap van christenen uit vele denominaties die, terwijl zij blijven functioneren in de eigen kerkelijke denominatie, samenkomen om zich te verootmoedigen over de verdeeldheid van de kerk en het verlies van haar eerste liefde." De 'leden' krijgen dus opdracht om op hun eigen plaats te blijven in het kerkgenootschap waarin zij gedoopt zijn. Apostel Henk van Wijk presenteerde zichzelf daarom bij de uitgave van zijn boek De dans van de blinde bruid in 2000 als lid van de Nederlands Gereformeerde Kerk. Dit werd door sommige geestelijken uit verschillende kerkelijke richtingen die - hiervan onwetend - waren benaderd om dit boek te recenseren, achteraf onder meer als 'iets oneerlijks', 'niet fijn' en 'pijnlijk' betiteld, omdat zij het apostelambt slechts erkennen als een ambt uit de tijd van Jezus en niet als een ambt waartoe ook in onze tijd mensen geroepen kunnen worden.

## Liturgie en ambten
Sinds 1937 kent men in de gemeente van de gebroeders Bos de viervoudige ambtsindeling van apostelen, profeten, evangelisten en herders en leraars, zoals beschreven in Efeze 4:11. Men onderschrijft het 'Testimonium' zoals dat in 1837 door de Britse apostelen is uitgegeven en gebruikt ook hun liturgie. L.J. Bos stierf in 1968, zijn broer J.L. Bos overleed halverwege de jaren negentig. Na de apostelroeping van de gebroeders Bos hebben nog drie personen, waaronder Henk van Wijk (geboren 1950), een roeping tot apostel ontvangen en zijn ook als zodanig gewijd.

## Negatieve pers
In 2018 kwam de Katholiek Apostolische Kerk negatief in het nieuws. Naar aanleiding van een publicatie van Jildert de Boer over de door hem gesignaleerde misstanden verscheen een artikel in de Leeuwarder Courant met als titel Wantoestanden in ‘sektarische kerk’. Ook het Reformatorisch Dagblad, het Nederlands Dagblad en het tweemaandelijks verschijnend blad Protestants Nederland besteedden aandacht aan deze kwestie.